# Robert Bouvard
Pour les articles homonymes, voir Bouvard.
Robert Bouvard, né le 1er septembre 1901 à Aurec-sur-Loire (Haute-Loire) et mort le 5 juillet 1992 à Aurec-sur-Loire (Haute-Loire), est un homme politique français.

## Biographie
Robert Bouvard est né dans le village d'Aurec-sur-Loire au début du XXe siècle. D'un milieu bourgeois, il fréquente le lycée de Saint-Étienne, puis l'Institut Sainte-Marie à Saint-Chamond et devient étudiant à l’École de commerce de Lyon. La qualité de l'orge en Haute-Loire ayant incité sa famille à créer une malterie locale en 1887, Robert Bouvard se dirige ensuite vers l’École de brasserie et de malterie de Nancy et obtient un diplôme d'ingénieur spécialisé. C'est dans ce secteur qu'il accomplit sa carrière professionnelle, le conduisant à devenir, à 24 ans, secrétaire puis, en 1968, président de la chambre syndicale de la malterie française. A la tête de la malterie qui porte son nom, il crée et développe aussi une fabrique de produits alimentaires pour le bétail, qu'il implante également dans sa commune, contribuant ainsi à en faire un gros bourg industriel à quelques dizaines de kilomètres de Saint-Étienne.

## Détail des fonctions et des mandats
Mandats locaux
- Maire d'Aurec-sur-Loire
- Conseiller général du canton de Saint-Didier-en-Velay
- Conseiller général du canton d'Aurec-sur-Loire
- Conseiller régional d'Auvergne

Mandats parlementaires
- 26 avril 1959 - 26 septembre 1965 : Sénateur de la Haute-Loire
- 26 septembre 1965 - 1er octobre 1974 : Sénateur de la Haute-Loire